# T Monocerotis
T Monocerotis är en pulserande variabel  av Delta Cephei-typ (DCEP) i Enhörningens stjärnbild.
Stjärnan varierar mellan visuell magnitud 5,58 och 6,62 med en period av 27,024649 dygn.